# Agamowate

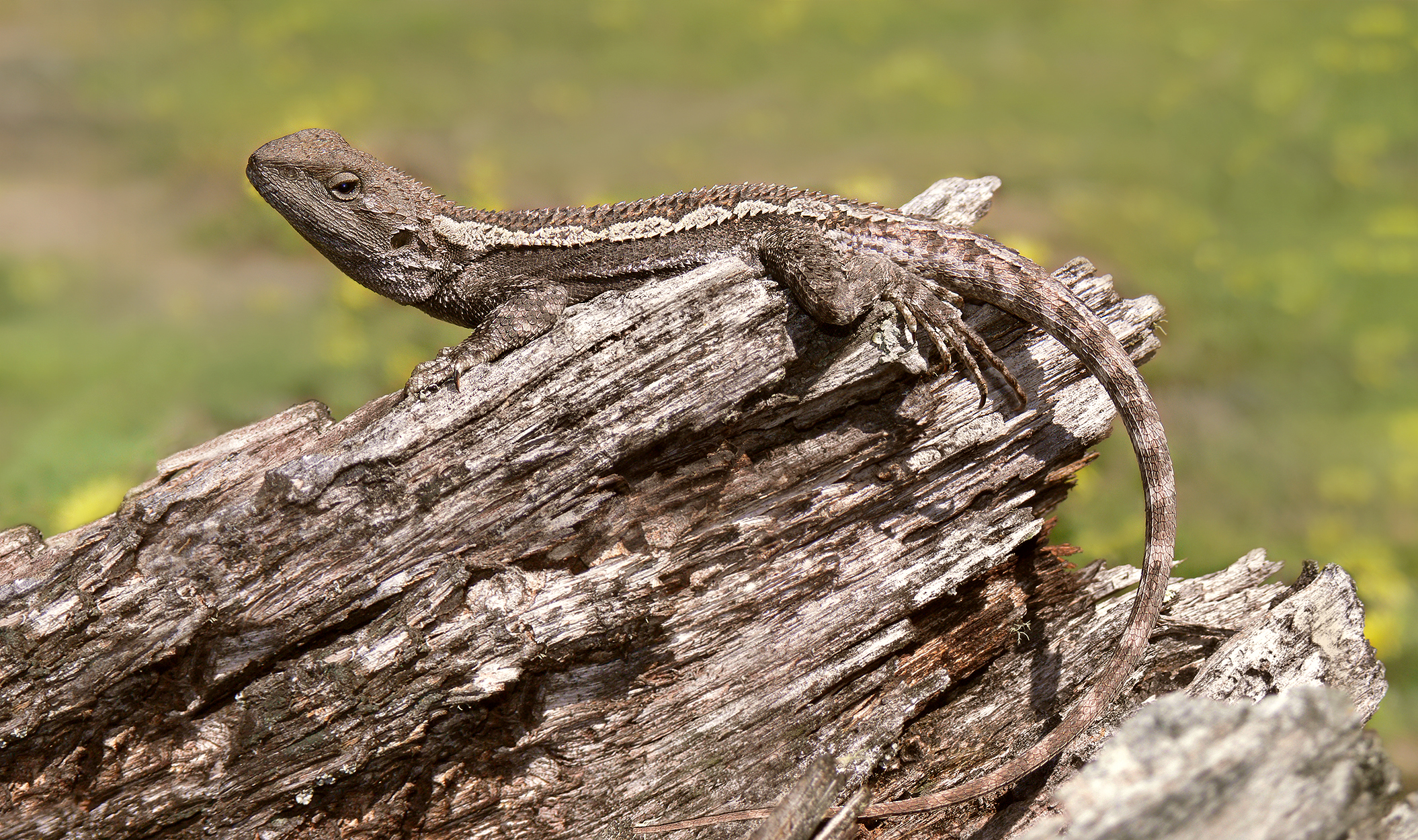
Amphibolurus muricatus

Agamowate, agamy (Agamidae) – rodzina zauropsydów z rzędu łuskonośnych (Squamata). Obejmuje ponad 580 gatunków klasyfikowanych w około 60 rodzajach. Mają dobrze rozwinięte kończyny i długi ogon. Charakterystyczną ich cechą, gdy są podniecone, jest kiwanie głową tak jak legwany, przez co zresztą nazywane są legwanami Starego Świata.

## Opis
Długość całkowita od 4 cm (Pogona microlepidota) do ponad 1 m (Hydrosaurus amboinensis czy Hydrosaurus microlophus). Głowa zaokrąglona, krótka i szeroka, zwężenie szyjne wyraźne, grzbieto-brzuszne spłaszczenie tułowia, długi ogon w przekroju okrągły. Źrenice oczu okrągłe. Zęby choć akrodontyczne to w pewnym stopniu zróżnicowane na siekacze, kły i trzonowe, nie ulegają wymianie. U wielu gatunków rozmaite wytwory skórne. Formy leśne ubarwione zwykle zielono, a formy pustynne – brązowo, szaro lub czarno. Ubarwienie samców w okresie godowym bardzo kolorowe.

## Biotop
Przystosowały się do życia w różnych środowiskach, od terenów pustynnych i stepowych przez deszczowe lasy tropikalne, po ludzkie osiedla. Niektóre gatunki przebywają stale na ziemi, inne wśród gałęzi drzew. Niektóre prowadzą ziemnowodny tryb życia, przy czym doskonale pływają i nurkują.

## Pokarm
Odżywiają się głównie owadami i drobnymi zwierzętami, ale liczne są również gatunki roślinożerne.

## Behawior
Agamy są aktywne podczas dnia. Niektóre gatunki, dzięki silnym kończynom tylnym potrafią skakać lub szybko biegać, posługując się tylko tymi kończynami. Inne, posiadające szerokie fałdy skórne, posiadają zdolność lotu ślizgowego.

## Rozmnażanie
Jajorodne i jajożyworodne.

## Występowanie
Afryka, Azja, Australia, Oceania i południowo-wschodnia Europa. W Polsce nie występują.

## Systematyka
Do rodziny agamowatych należą następujące podrodziny:
- Agaminae Gray, 1827
- Amphibolurinae Wagler, 1830
- Draconinae Fitzinger, 1826
- Hydrosaurinae Kaup, 1828
- Leiolepidinae Fitzinger, 1843
- Uromastycinae Theobald, 1868